# Antonio-Feltrinelli-Preis
Der Antonio-Feltrinelli-Preis (italienisch: Premio Feltrinelli) gilt als höchster italienischer Wissenschafts- und Kulturpreis.
Der Preis geht auf eine testamentarische Stiftung des 1942 verstorbenen Mäzens und Künstlers Antonio Feltrinelli zurück. Dieser hatte einen Großteil seines Vermögens an die Accademia d’Italia vermacht. Nach dem Zusammenbruch des italienischen Faschismus übernahm die Akademie der Luchse (Accademia dei Lincei) deren Aufgaben und verleiht die Preise seither.
Der Premio Feltrinelli wird jährlich abwechselnd für Leistungen in einem der folgenden Gebiete verliehen: Geisteswissenschaften (Scienze morali e storiche), Naturwissenschaften (Scienze fisiche, matematiche e naturali), Literatur (Lettere), Kunst (Arti), Medizin (Medicina). Ein Preis ist für Italiener reserviert, ein höher dotierter (auch) für Ausländer. Ein Sonderpreis für ein Werk von hohem moralischen und humanitären Wert (per un’impresa eccezionale di alto valore morale e umanitario) wurde zunächst etwa alle fünf Jahre vergeben, zuletzt (fast) jedes Jahr.
Mit einem Preisgeld von 250.000 € (Stand 2022) ist der internationale Feltrinelli-Preis weltweit einer der höchstdotierten Preise.

## Preisträger

### 1950–1960
| Jahr | Gebiet                | Preisträger (Italiener) | Preisgeld      | Preisträger (international)                                                               | Preisgeld       | Preisträger (Sonderpreis)                                                                                                 | Preisgeld       |
| ---- | --------------------- | --- | -------------- | ----------------------------------------------------------------------------------------- | --------------- | --- | --------------- |
| 1950 | Geisteswissenschaften | Paola Zancani Montuoro Umberto Zanotti Bianco | 1.000.000 Lire |                                                                                           |                 | |                 |
| 1951 | Naturwissenschaften   | Gleb Wataghin Vincenzo Diamare | 1.000.000 Lire | Jacques Hadamard                                                                          | 3.000.000 Lire  | |                 |
| 1952 | Literatur             | Marino Moretti Emilio Cecchi Ferdinando Neri | 1.000.000 Lire | Thomas Mann Ramón Menéndez Pidal                                                          | 5.000.000 Lire  | |                 |
| 1953 | Kunst                 | Filippo de Pisis Giacomo Manzú Mario Ridolfi Lorenzo Perosi Fausto Torrefranca | 1.000.000 Lire | Ludwig Mies van der Rohe Igor Strawinsky Marino Marini (1954 verliehen)                   | 5.000.000 Lire  | |                 |
| 1954 | Medizin               | Alberto Ascoli Luigi Califano Vittorio Erspamer Massimiliano Aloisi | 1.000.000 Lire | Alfred Blalock und Helen Taussig Harold Randall Griffith und Archibald Ross McIntyre      | 5.000.000 Lire  | Associazione nazionale per gli interessi del mezzogiorno d’Italia (Nationale Gesellschaft für die Interessen Süditaliens) | 10.000.000 Lire |
| 1955 | Geisteswissenschaften | Gianfranco Contini und Francesco Gabrieli Federico Chabod und Nicola Turchi Tullio Ascarelli und Salvatore Pugliatti Augusto Guzzo und Bruno Nardi Gaetano Pieraccini und Livio Livi | 1.000.000 Lire | Leo Spitzer Gaetano Salvemini Ernst Rabel Werner Jaeger Arthur Cecil Pigou                | 5.000.000 Lire  | |                 |
| 1956 | Naturwissenschaften   | Beppo Levi Bruno Finzi Livio Gratton Pietro Caloi Antonio Rostagni Gino Bozza Giovanni Merla Paolo Gallitelli Francesco D’Amato Giuseppe Moruzzi                                     | 1.500.000 Lire | Solomon Lefschetz Sydney Chapman Giuseppe Occhialini Bruno Sander Ross Granville Harrison | 5.000.000 Lire  | |                 |
| 1957 | Literatur             | Antonio Baldini Virgilio Giotti Vasco Pratolini | 5.000.000 Lire | Wystan Hugh Auden Aldo Palazzeschi                                                        | 20.000.000 Lire | |                 |
| 1958 | Kunst                 | Mirko Basaldella Giovanni Michelucci Giulio Carlo Argan und Cesare Brandi (1959 verliehen)                                                                                           | 5.000.000 Lire | Georges Braque Ildebrando Pizzetti                                                        | 20.000.000 Lire | |                 |
| 1959 | Medizin               | Angelo Bairati Giovanni Di Guglielmo Alessandro Rossi-Fanelli | 5.000.000 Lire | Gustav Ramon                                                                              | 20.000.000 Lire | Unione nazionale per la lotta contro l'Analfabetismo (Nationale Union für den Kampf gegen Analphabetismus)                | 5.000.000 Lire  |
| 1960 | Geisteswissenschaften | Mario Praz Arnaldo Momigliano Guido Calogero | 5.000.000 Lire | Hans Kelsen Ragnar Frisch (1961 verliehen)                                                | 20.000.000 Lire | |                 |

### 1961–1970
| Jahr | Gebiet                | Preisträger (Italiener)                                                    | Preisgeld      | Preisträger (international)                | Preisgeld       | Preisträger (Sonderpreis) | Preisgeld       |
| ---- | --------------------- | -------------------------------------------------------------------------- | -------------- | ------------------------------------------ | --------------- | ------------------------- | --------------- |
| 1961 | Naturwissenschaften   | Francesco G. Tricomi Giampietro Puppi Livio Trevisan                       | 5.000.000 Lire | Pierre Auger John Burdon Sanderson Haldane | 20.000.000 Lire |                           |                 |
| 1962 | Literatur             | Bruno Cicognani Giuseppe De Robertis Carlo Emilio Gadda Camillo Sbarbaro   | 5.000.000 Lire | Eugenio Montale                            | 20.000.000 Lire |                           |                 |
| 1963 | Kunst                 | Mino Maccari Giorgio Federico Ghedini Luchino Visconti                     | 5.000.000 Lire | Henry Moore                                | 25.000.000 Lire |                           |                 |
| 1964 | Medizin               | Antonio Ascenzi Luigi Musajo Enrico Ciaranfi                               | 5.000.000 Lire | Wallace O. Fenn Albert Bruce Sabin         | 25.000.000 Lire |                           |                 |
| 1965 | Geisteswissenschaften | Giuseppe Billanovich                                                       | 5.000.000 Lire | John Davidson Beazley                      | 20.000.000 Lire |                           |                 |
| 1966 | Naturwissenschaften   | Guido Stampacchia Luigi Arialdo Radicati di Brozolo Vittorio Capraro       | 5.000.000 Lire | Harry Hammond Hess                         | 20.000.000 Lire |                           |                 |
| 1967 | Literatur             | Carlo Betocchi Giacomo Debenedetti Quintino Cataudella und Ezio Raimondi   | 5.000.000 Lire | John Dos Passos                            | 20.000.000 Lire |                           |                 |
| 1968 | Kunst                 | Pericle Fazzini Luigi Moretti Francesco Arcangeli Gian Francesco Malipiero | 5.000.000 Lire | Pier Luigi Nervi                           | 20.000.000 Lire |                           |                 |
| 1969 | Medizin               | Giovanni Moruzzi Giacomo Mottura Oreste Pinotti Giulio Raffaele            | 5.000.000 Lire | Rita Levi Montalcini                       | 20.000.000 Lire | Coretta Scott King        | 10.000.000 Lire |
| 1970 | Geisteswissenschaften | Giorgio Petrocchi Eugenio Garin Giuseppe De Meo                            | 5.000.000 Lire | Claudio Sánchez-Albornoz                   | 20.000.000 Lire |                           |                 |

1969 wurde zusätzlich eine „Goldmedaille“ an das Internationale Komitee vom Roten Kreuz, die Zeitungsrubrik Specchio dei tempi und Danilo Dolci vergeben.

### 1971–1980
| Jahr | Gebiet                | Preisträger (Italiener) | Preisgeld       | Preisträger (international)       | Preisgeld       | Preisträger (Sonderpreis)                                              | Preisgeld       |
| ---- | --------------------- | --- | --------------- | --------------------------------- | --------------- | ---------------------------------------------------------------------- | --------------- |
| 1971 | Naturwissenschaften   | Aldo Andreotti Giuseppe Colombo Adriano Gozzini Bruno Accordi Pasquale Pasquini                                                                                             | 5.000.000 Lire  | Jean Leray Bruno Rossi            | 20.000.000 Lire |                                                                        |                 |
| 1972 | Literatur             | Italo Calvino Italo Siciliano Gianfranco Folena Vittorio Sereni | 10.000.000 Lire | Eduardo de Filippo                | 20.000.000 Lire |                                                                        |                 |
| 1973 | Kunst                 | Alberto Burri Pier Luigi Cervellati Luigi Dallapiccola Umberto Mastroianni                                                                                                  | 10.000.000 Lire | Richard Krautheimer               | 20.000.000 Lire |                                                                        |                 |
| 1974 | Medizin               | Emilio Agostoni Eraldo Antonini Luigi Donato Ottavio Pompeiano Gaetano Salvatore                                                                                            | 10.000.000 Lire | Hugh Esmor Huxley                 | 30.000.000 Lire | Piccola Casa della Divina Provvidenza «Il Cottolengo» (1975 verliehen) | 20.000.000 Lire |
| 1975 | Geisteswissenschaften | Dinu Adamesteanu und Sergio Donadoni Rolando Quadri Giulio Capodaglio und Giuseppe Di Nardi                                                                                 | 10.000.000 Lire | Alfred Verdross                   | 30.000.000 Lire |                                                                        |                 |
| 1975 | Geisteswissenschaften | Maria Floriani Squarciapino | 3.000.000 Lire  | Alfred Verdross                   | 30.000.000 Lire |                                                                        |                 |
| 1976 | Naturwissenschaften   | Enrico Bombieri und Gaetano Fichera Michele Caputo Ferdinando Amman, Massimilla Baldo-Ceolin und Raffaello Fusco Ezio Tongiorgi Giorgio Forti, Emanuele Padoa und Leo Pardi | 5.000.000 Lire  | Edgar Bright Wilson               | 30.000.000 Lire |                                                                        |                 |
| 1977 | Literatur             | Diego Fabbri Giovanni Macchia | 10.000.000 Lire | Jorge Guillén                     | 25.000.000 Lire |                                                                        |                 |
| 1978 | Kunst                 | Fausto Melotti Raffaello Monterosso Luciano Baldessari | 10.000.000 Lire | Goffredo Petrassi Joan Miró       | 25.000.000 Lire |                                                                        |                 |
| 1979 | Medizin               | Giovanni Bussolati Mario Umberto Dianzani Guido Guidotti Lamberto Maffei Vittorio Marinozzi                                                                                 | 10.000.000 Lire | Roderic Alfred Gregory            | 50.000.000 Lire | Fondazione «Giorgio Cini» (1980 verliehen)                             | 50.000.000 Lire |
| 1980 | Geisteswissenschaften | Cesare Brandi Franco Venturi Sofia Vanni Rovighi Giovanni Pugliese | 20.000.000 Lire | Roman Jakobson Gottfried Haberler | 70.000.000 Lire |                                                                        |                 |

### 1981–1990
| Jahr | Gebiet                | Preisträger (Italiener) | Preisgeld       | Preisträger (international)                    | Preisgeld        | Preisträger (Sonderpreis) | Preisgeld        |
| ---- | --------------------- | --- | --------------- | ---------------------------------------------- | ---------------- | ------------------------- | ---------------- |
| 1981 | Naturwissenschaften   | Edoardo Vesentini und Giulio Maier Enzo Boschi Ettore Fiorini, Piero Pino und Eolo Scrocco Annibale Mottana Luigi Luca Cavalli Sforza, Francesco D’Amato und Giulio Lanzavecchia       | 20.000.000 Lire | Sol Spiegelman Michael Francis Atiyah          | 100.000.000 Lire |                           |                  |
| 1982 | Literatur             | Anna Banti und Romano Bilenchi Vittore Branca und Carlo Dionisotti Ignazio Baldelli und Emilio Peruzzi Giorgio Caproni und Biagio Marin                                                | 25.000.000 Lire | Günter Grass (Preis nicht angenommen)          | 100.000.000 Lire | Marcello Candia           | 100.000.000 Lire |
| 1983 | Kunst                 | Giuseppe Santomaso und Luigi Veronesi Luigi Cosenza und Riccardo Morandi Federico Mompellio und Antonino Pirrotta Pietro Consagra und Alberto Viani (1984 verliehen)                   | 25.000.000 Lire | Luigi Piccinato Giacomo Manzù (1984 verliehen) | 100.000.000 Lire |                           |                  |
| 1984 | Medizin               | Doriano Cavallini Ruggero Ceppellini Pietro Melchiorri Fiorenzo Stirpe | 25.000.000 Lire | Jérôme Lejeune Robert A. Weinberg              | 100.000.000 Lire |                           |                  |
| 1985 | Geisteswissenschaften | Ferdinando Castagnoli Ludovico Geymonat Vittore Pisani Sergio Steve | 25.000.000 Lire | Massimo Mila Franz Wieacker                    | 100.000.000 Lire |                           |                  |
| 1986 | Naturwissenschaften   | Lucilla Bassotti und Claudio Procesi Fernando Sansò Giorgio Parisi, Alessandro Ballio und Emilio Gatti Maria Bianca Cita Sironi Lilia Alberghina, Luciano Bullini und Pietro Calissano | 20.000.000 Lire | Alan Battersby                                 | 100.000.000 Lire |                           |                  |
| 1987 | Literatur             | Primo Levi Claudio Magris und Antonio La Penna D’Arco Silvio Avalle und Maurizio Vitale Mario Luzi und Andrea Zanzotto                                                                 | 25.000.000 Lire | Thomas Bernhard (Preis nicht angenommen)       | 100.000.000 Lire | Pugwash-Bewegung          | 100.000.000 Lire |
| 1988 | Kunst                 | Bruno Munari und Guido Strazza Luciano Berio und Carlo Maria Giulini Roberto Gabetti, Aimaro Oreglia d’Isola und Gino Valle Carlo Lorenzetti und Giuseppe Uncini                       | 25.000.000 Lire | Laurence Olivier                               | 100.000.000 Lire |                           |                  |
| 1989 | Medizin               | Luigi Belloni Aldo Bernelli Zazzera Ermanno Bonucci Mario Coluzzi Gaetano Crepaldi Luciano Martini Bruno Mondovì Sergio Ottolenghi                                                     | 25.000.000 Lire | Giuseppe Attardi                               | 100.000.000 Lire |                           |                  |
| 1990 | Geisteswissenschaften | Francesco Mazzoni Massimo Severo Giannini Mario Dal Pra Paolo Sylos Labini Paola Barocchi und Enrico Castelnuovo (1991 verliehen)                                                      | 40.000.000 Lire | Robert Roswell Palmer                          | 150.000.000 Lire |                           |                  |

### 1991–2000
| Jahr | Gebiet                | Preisträger (Italiener) | Preisgeld        | Preisträger (international) | Preisgeld        | Preisträger (Sonderpreis)                           | Preisgeld        |
| ---- | --------------------- | --- | ---------------- | --------------------------- | ---------------- | --------------------------------------------------- | ---------------- |
| 1991 | Naturwissenschaften   | Francesco Guglielmino Cesare Chiosi und Alvio Renzini Gianfranco Chiarotti Sergio Carrà Giuliano Ruggieri Floriano Papi             | 40.000.000 Lire  | Alfred Edward Ringwood      | 150.000.000 Lire |                                                     |                  |
| 1992 | Literatur             | Giorgio Bassani Attilio Bertolucci Cesare Segre Walter Belardi Luciano Anceschi                                                     | 50.000.000 Lire  | John Ashbery                | 200.000.000 Lire | Opera della Divina Provvidenza Madonnina del Grappa | 200.000.000 Lire |
| 1993 | Kunst                 | Lodovico Barbiano Di Belgiojoso Emilio Vedova Luciano Fabro Emilio Greco Tino Carraro                                               | 50.000.000 Lire  | György Kurtág               | 200.000.000 Lire |                                                     |                  |
| 1994 | Medizin               | Giuseppe Bianchi Gian Antonio Danieli Salvatore Di Mauro Francesco Giannelli Jacopo Meldolesi                                       | 50.000.000 Lire  | Seymour Benzer              | 200.000.000 Lire |                                                     |                  |
| 1995 | Geisteswissenschaften | Sebastiano Timpanaro Pasquale Voci Enzo Carli Renzo De Felice Siro Lombardini                                                       | 100.000.000 Lire | Hans Georg Gadamer          | 300.000.000 Lire | St. Mary’s Krankenhaus von Lacor in Gulu (Uganda)   | 300.000.000 Lire |
| 1996 | Naturwissenschaften   | Umberto Mosco Antonio Longinelli Stefano Merlino Giovanni Giudice                                                                   | 125.000.000 Lire | Freeman John Dyson          | 300.000.000 Lire |                                                     |                  |
| 1997 | Literatur             | Carlo Ossola Mario Rigoni Stern Giovanni Giudici Alessandro Perosa                                                                  | 125.000.000 Lire | John Chadwick               | 300.000.000 Lire |                                                     |                  |
| 1998 | Kunst                 | Carlo Maria Mariani Michelangelo Antonioni Giuliano Vangi Luigi Squarzina                                                           | 125.000.000 Lire | José Rafael Moneo Valles    | 300.000.000 Lire |                                                     |                  |
| 1999 | Medizin               | Giovanni Cavagna (2000 vergeben) Tullio Pozzan (2000 vergeben) Giacomo Rizzolatti (2000 vergeben) Giancarlo Vecchio (2000 vergeben) | 125.000.000 Lire | Arvid Carlsson              | 300.000.000 Lire |                                                     |                  |
| 2000 | Geisteswissenschaften | Bruno D’Agostino Anna Maria Chiavacci Leonardi Gina Alberto Dell’Acqua Agostino Ziino                                               | 125.000.000 Lire | Alfredo Stussi              | 500.000.000 Lire | Pamoja Trust, Alex Zanotelli als einer der Gründer  | 500.000.000 Lire |

### 2001–2010
| Jahr | Gebiet                | Preisträger (Italiener)                                                                  | Preisgeld        | Preisträger (international) | Preisgeld        | Preisträger (Sonderpreis)                                                                                             | Preisgeld        |
| ---- | --------------------- | ---------------------------------------------------------------------------------------- | ---------------- | --------------------------- | ---------------- | --- | ---------------- |
| 2001 | Naturwissenschaften   | Giuseppe Tomassini Paolo de Bernardis Enrico Bonatti Lido Porri                          | 125.000.000 Lire | Bert W. O’Malley            | 300.000.000 Lire | Operation Smile | 500.000.000 Lire |
| 2002 | Literatur             | Piero Boitani Daniele Del Giudice Valerio Magrelli Maria Teresa Orsi                     | 65.000 Euro      | Jean Irigoin                | 250.000 Euro     | Gesellschaft Amici Di Adwa                                                                                            | 250.000 Euro     |
| 2003 | Kunst                 | Ermanno Olmi Mimmo Jodice Riccardo Chailly Guido Strazza                                 | 65.000 Euro      | Salvatore Sciarrino         | 250.000 Euro     | Emergency | 250.000 Euro     |
| 2004 | Medizin               | Giuseppe Rotilio und Piergiorgio Strata Guido Forni und Cesare Montecucco                | 65.000 Euro      | Gottfried Schatz            | 250.000 Euro     | Gesellschaft Gigi Ghirotti                                                                                            | 250.000 Euro     |
| 2005 | Geisteswissenschaften | Lea Ritter Santini Carlo Ginzburg Vincenzo Buonocore Carlo Poni                          | 65.000 Euro      | William J. Baumol           | 250.000 Euro     | |                  |
| 2006 | Naturwissenschaften   | Alberto Bressan Giovanni Jona-Lasinio Angelo Peccerillo Emilia Chiancone (2007 vergeben) | 65.000 Euro      | Saul Perlmutter             | 250.000 Euro     | L’Agenzia n. 1 di Pavia, per Ayamé                                                                                    | 250.000 Euro     |
| 2007 | Literatur             | Renata Colorni Luigi Meneghello Luciano Erba Rosanna Bettarini                           | 65.000 Euro      | Brian Stock                 | 250.000 Euro     | |                  |
| 2008 | Kunst                 | Luca Ronconi Bruno Caruso Eliseo Mattiacci Claudio Verna                                 | 65.000 Euro      | Juha Ilmari Leiviskä        | 250.000 Euro     | Pia Sociedade de pe. Nicola Mazza in João Pessoa, Paraíba, Brasilien                                                  | 250.000 Euro     |
| 2009 | Medizin               | Gennaro Melino und Adriano Aguzzi Paolo M. Comoglio und Rino Rappuoli                    | 65.000 Euro      | Ira H. Pastan               | 250.000 Euro     | Remedial Education Center in Gaza (2010 vergeben)                                                                     | 250.000 Euro     |
| 2010 | Geisteswissenschaften | Luigi Lehnus Carlo Augusto Viano Antonio Cassese Alessandro Cavalli                      | 65.000 Euro      | Pierre Gros                 | 250.000 Euro     | TWAS Sonderpreis: Istituto Centrale per il Restauro e la Conservazione del patrimonio archivistico e librario (ICPAL) | 250.000 Euro     |

### 2011–2020
| Jahr | Gebiet                                                     | Preisträger (Italiener)                                                       | Preisgeld | Preisträger (international)     | Preisgeld | Preisträger (Sonderpreis)                                                                        | Preisgeld    |
| ---- | ---------------------------------------------------------- | ----------------------------------------------------------------------------- | --------- | ------------------------------- | --------- | ------------------------------------------------------------------------------------------------ | ------------ |
| 2011 | Naturwissenschaften                                        | Christopher Derek Hacon Umberto Villante Raimondo Catalano Giulio Cossu       |           | Martin Karplus                  |           | Water for Life                                                                                   |              |
| 2012 | Literatur                                                  | Michele Loporcaro Lodovica Braida Alberto Arbasino Remo Ceserani              |           | N.N.                            |           | Progetto GuluNap der Universität Neapel Federico II                                              |              |
| 2013 | Kunst                                                      | Giorgetto Giugiaro Carlo Cecchi Gianni Carlo Sciolla Fabio Nieder             |           | Michel Jeanneret Manolis Korres |           | Progetto Ortopedico des Internationalen Roten Kreuzes in Afghanistan, geleitet von Alberto Cairo |              |
| 2014 | Medizin                                                    | Federico Bussolino Carlo Reggiani Elisabetta Dejana Rosario Rizzuto           |           | Christopher Dobson              |           | Gemeinde Lampedusa                                                                               | 250.000 Euro |
| 2015 | Geisteswissenschaften                                      | Marina Martelli Christofani Evandro Agazzi Giorgio Cian Giancarlo De Vivo     |           | Simon Michael Schama            |           | L’Associazione Artemisia                                                                         |              |
| 2016 | Naturwissenschaften                                        | Roberto Ragazzoni Piero Salinari Bruno Coppi Roberta Oberti Alberto Mantovani |           | Jean Bourgain                   |           |                                                                                                  |              |
| 2017 | Literatur                                                  | Patrizia Cavalli Gian Piero Brunetta Luciano Formisano Alberto Oliverio       |           | Abraham B. Yehoshua             |           | Associazione Missionaria Solidarietà e Sviluppo Fondazione “Francesca Rava”                      |              |
| 2017 | Naturwissenschaften, Premi “Antonio Feltrinelli Giovani”   | Carlotta Giorgi Alessio Figalli Antonino Milone Francesca Ferlaino            |           | Abraham B. Yehoshua             |           | Associazione Missionaria Solidarietà e Sviluppo Fondazione “Francesca Rava”                      |              |
| 2018 | Kunst                                                      | Grazia Varisco Paolo Zermani Luca Francesconi Daniele Gatti                   |           | William Kentridge               |           | Fondazione Luchetta                                                                              |              |
| 2018 | Geisteswissenschaften, Premi “Antonio Feltrinelli Giovani” | Anna Anguissola Luca Fiorentini Carlotta Rinaldo Carlo D’Ippoliti             |           | William Kentridge               |           | Fondazione Luchetta                                                                              |              |
| 2019 | Medizin                                                    | Franco Locatelli Giuseppe Matarese Elena Conti Michela Matteoli               |           | Kari Alitalo                    |           | Rete dei Comuni Solidali (ReCoSol) für das Projekt in Riace                                      | 250.000 Euro |
| 2019 | Naturwissenschaften, Premi “Antonio Feltrinelli Giovani”   | Eduardo Mosconi Omar Bartoli Raffaele Dello Ioio Simone Fatichi               |           | Kari Alitalo                    |           | Rete dei Comuni Solidali (ReCoSol) für das Projekt in Riace                                      | 250.000 Euro |
| 2020 | Geisteswissenschaften                                      | Gian Biagio Conte Stefano De Caro Vincenzo Ferrone Sergio Landucci            |           | Mario Draghi                    |           | Gruppo Abele                                                                                     |              |
| 2020 | Geisteswissenschaften, Premi “Antonio Feltrinelli Giovani” | Lorenzo Mainini Nicola Usula Guillaume Alonge Salvatore Carannante            |           | Mario Draghi                    |           | Gruppo Abele                                                                                     |              |

### 2021–2025
| Jahr | Gebiet                                                     | Preisträger (Italiener) | Preisgeld   | Preisträger (international)                                                                                         | Preisgeld    | Preisträger (Sonderpreis)                            | Preisgeld    |
| ---- | ---------------------------------------------------------- | --- | ----------- | --- | ------------ | ---------------------------------------------------- | ------------ |
| 2021 | Naturwissenschaften                                        | Camillo De Lellis, Rodolfo Guzzi, Silvia Bordiga, Andrea Ballabio |             | Frederik Johan Hilgen                                                                                               |              | Communità solidali nel Mondo                         |              |
| 2021 | Naturwissenschaften, Premi “Antonio Feltrinelli Giovani”   | Claudio Grillo, Guido De Philippis, Matteo Lucchini, Luca Pagani, Enrico Lavezzo |             | Frederik Johan Hilgen                                                                                               |              | Communità solidali nel Mondo                         |              |
| 2022 | Literatur                                                  | Maria Grazia Picozzi Cosimo Cascione Massimo Paci Massimo Salvadori |             | Michael Longley |              | Ärzte ohne Grenzen und SERMIG                        |              |
| 2022 | Geisteswissenschaften, Premi “Antonio Feltrinelli Giovani” | Luca Di Franco, Stefano Resconi, Carlo Maria Masieri, Ivano Cardinale |             | Michael Longley |              | Ärzte ohne Grenzen und SERMIG                        |              |
| 2023 | Naturwissenschaften                                        | Giuseppe Penone, Michele Rech, Fabio Vacchi, Pier Luigi Pizzi, |             | Özlem Türeci, Uğur Şahin, John Iliopoulos Reinhard Zimmermann Wolf-Dieter Heilmeyer Anselm Kiefer                   | 100.000 Euro | Luisa Torsi                                          |              |
| 2023 | Naturwissenschaften, Premi “Antonio Feltrinelli Giovani”   | Calogera Maria Oddo, Raffaele Cucciniello, Michele Carugno | 50.000 Euro | Özlem Türeci, Uğur Şahin, John Iliopoulos Reinhard Zimmermann Wolf-Dieter Heilmeyer Anselm Kiefer                   | 100.000 Euro | Luisa Torsi                                          |              |
| 2024 | Naturwissenschaften                                        | Fabio Benfenati, Stefano Gianni, Antonio Lanzavecchia, Guido Grandi | 65.000 Euro | Howard Franklin Bunn, Paola Arlotta, Pedro Manuel Cátedra García, Tullio Pericoli                                   | 100.000 Euro | Medici con l’Africa CUAMM, Rotes Kreuz Bassa Romagna | 250.000 Euro |
| 2024 | Premi “Antonio Feltrinelli Giovani”                        | Fiorenzo Vincenzo, Antonella Tramutuola, Giulia Semeghini, Alberto Vitale Brovarone, Maria Colombo, Katinka Bellomo, Simone Tagliapetra, Lucio Biasiori, Jonathan Salina, Antonino Pittà, Manuel Barrese |             | Howard Franklin Bunn, Paola Arlotta, Pedro Manuel Cátedra García, Tullio Pericoli                                   | 100.000 Euro | Medici con l’Africa CUAMM, Rotes Kreuz Bassa Romagna | 250.000 Euro |
| 2025 | Geisteswissenschaften                                      | Giovanni Vaggi, Carlo Angelici, Gianni Francioni, Nicola Labanca |             | Jürgen Habermas, Martin Weisskopf, Enrico Costa, Ronaldo Bellazini, Richard J. Tarrant, Wim Wenders, Carlo M. Croce | 100.000 Euro | Amnesty International Italien                        |              |
| 2025 | Premi “Antonio Feltrinelli Giovani”                        | Francesca Andreata, Martina Delbianco, Emanuele Andreano, Rita Sassu, Maria Lucia Passador, Maria Chiara Scappaticcio, Marco Coppolaro                                                                   |             | Jürgen Habermas, Martin Weisskopf, Enrico Costa, Ronaldo Bellazini, Richard J. Tarrant, Wim Wenders, Carlo M. Croce | 100.000 Euro | Amnesty International Italien                        |              |